# Jordan Bardella
Jordan Bardella (* 13. září 1995 Drancy) je francouzský politik, od roku 2022 předseda Národního sdružení (RN). Předtím byl od září 2021 do listopadu 2022 úřadujícím předsedou a v letech 2019–2022 místopředsedou této politické strany. Od roku 2019, kdy byl vedoucím kandidátem RN ve volbách do Evropského parlamentu, působí Bardella také jako poslanec Evropského parlamentu (EP). Od roku 2015 je krajským zastupitelem v Île-de-France.
Předtím, než se stal úřadujícím předsedou RN, působil Bardella v letech 2019–2021 jako místopředseda a v letech 2017–2019 jako mluvčí strany. V letech 2018 až 2021 byl také předsedou jejího mládežnického křídla, Národní fronty mladých (FNJ), později přejmenované na Národní generaci (GN).
V předčasných legislativních volbách v roce 2024 byl kandidátem Národního sdružení na premiéra.